# Chelonus annulipes
Chelonus annulipes är en stekelart som beskrevs av Wesmael 1835. Chelonus annulipes ingår i släktet Chelonus och familjen bracksteklar. Inga underarter finns listade i Catalogue of Life.